# قطعنامه ۱۴۷۵ شورای امنیت
قطعنامه  ۱۴۷۵ شورای امنیت سازمان ملل متحد که در تاریخ ۱۴ آوریل ۲۰۰۳ تصویب شد، سندی بین‌المللی دربارهٔ بررسی وضعیت در قبرس است. این قطعنامه طی نشست ۴۷۴۰ام با ۱۵ رای موافق، ۰ مخالف و ۰ ممتنع تصویب شد.